# Южный Парк: Большой, длинный, необрезанный
«Южный Парк: Большой, длинный и необрезанный» (англ. South Park: Bigger, Longer & Uncut, дословный перевод — «Южный Парк: большой, длинный, необрезанный», последнее слово означает «несокращённый», «без вырезанных сцен») — американский компьютерно-анимационный музыкальный комедийный фильм для взрослых 1999 года, основанный на анимационном ситкоме «Южный Парк». Режиссёром фильма стал создатель сериала Трей Паркер по сценарию, написанному в соавторстве с другим создателем сериала Мэтт Стоун и Пэм Брэди; главные роли озвучивали Паркер, Стоун, Мэри Кей Бергман и Айзек Хейз, которые повторяют свои роли из сериала, с Джорджем Клуни, Эриком Айдлом и Майком Джаджем во второстепенных ролях. Мультфильм рассказывает о Стэне, Кайле, Картмане и Кенни, когда они смотрят фильм с рейтингом R с канадским комедийным дуэтом Терренсом и Филиппом в главных ролях, после чего они начинают материться. Когда последующая моральная паника завершается тем, что США объявили войну Канаде, Стэн, Кайл и Картман берут на себя обязательство спасти Терренса и Филиппа от казни, в то время как Кенни пытается предотвратить пророчество, связанное с Сатаной и Саддамом Хусейном о завоевании мира.
В основном сосредоточенный на темах цензуры и козла отпущения, фильм также пародирует и высмеивает мультфильмы Ренессанса «Диснея», мюзиклы, такие как «Отверженные», и споры, связанные с самим мультсериалом. Фильм также сильно высмеивает Ассоциацию кинокомпаний; во время производства Паркер и Стоун спорили с MPAA, которая несколько раз давала мультфильму рейтинг NC-17 из-за использования ненормативной лексики. Песни фильма были написаны Паркером и Марком Шейманом, последний из которых написал музыку к фильму.
Премьера мультфильма состоялась 23 июня 1999 года в китайском театре TCL и на следующей неделе в Северной Америке компанией Paramount Pictures с Warner Bros. Pictures, занимавшейся международной дистрибуцией. Фильм получил в целом положительные отзывы от критиков, которые похвалили его сюжет, саундтрек, юмор и темы. При бюджете в 21 миллион долларов он заработал 83,1 миллиона долларов по всему миру, что сделало его самым кассовым мультфильмом с рейтингом «R» до 2016 года. На 72-й церемонии вручения премии «Оскар» песня «Blame Canada» была номинирована на лучшую песню к фильму, но проиграла песне Фила Коллинза «You’ll Be in My Heart» из мультфильма «Тарзан».

В России этот фильм переводил Дмитрий Пучков (Гоблин), также есть официальный дубляж от телеканала NTV+

## Сюжет
Мультфильм начинается с песни «Mountain Town» в исполнении Стэна (пародия на «Belle» из «Красавицы и Чудовища»). Он зовёт друзей — Кенни, Кайла и Картмана — в кино на фильм канадских комиков Терренса и Филлипа. При этом мама Кенни кричит вслед сыну, что, раз он пропускает поход в церковь, то после смерти он попадёт в ад. Тем временем по телевизору передают важное сообщение: 
Прошло 6 недель с тех пор, как Саддам Хусейн был убит кабанами. А мир до сих пор радуется, что избавился от него!
Друзья идут в кино, на афише — название фильма, «Огненныне задницы». Мальчикам не продают билеты, потому что фильм получил рейтинг R, и что детей до 17 лет должны сопровождать взрослые, поскольку там содержится ненормативная лексика. Тогда дети платят бездомному 10 долларов, чтобы он купил им билеты.
Оказывается, что фильм состоит из сортирного юмора и постоянной нецензурной грубости. С киноэкрана звучит песня крайне пошлого и оскорбительного содержания. Зрители, не желая терпеть поток отборных ругательств, выходят из кинотеатра; остаются только главные герои — они в восторге. К концу фильма они осваивают множество нецензурных выражений. Позже на катке они поражают других школьников своими новыми познаниями, так что теперь все хотят посмотреть этот фильм.
К Стэну подходит Венди, но его, как обычно, рвёт прямо на неё. У Венди новый знакомый — Грегори, его перевели в школу из Йардейла (видимо, намёк на Йель и Гарвард).
К следующему дню все школьники города уже посмотрели фильм. Друзья ругаются на глазах у учителя, мистера Гаррисона, и их отправляют к школьному психологу, мистеру Мэки. Тот вызывает их родителей, а Картман рассказывает, что в их поведении виноват новый канадский фильм.
В школьном буфете Стэн спрашивает у Шефа, «как сделать так, чтобы женщина полюбила тебя больше всех на свете». Шеф проговаривается, что для этого надо найти клитор (Стэн не подозревает, что это такое).
Тем временем «Огненные задницы» занимают первое место по сборам, а сингл комиков с нецензурной песней — первое место в чартах. Родители возмущаются, главная активистка — мать Кайла, Шейла Брофловски. Детей отправляют к мистеру Мэки на перевоспитание, он поёт песню «It’s Easy Mkay!» о том, как просто обходиться без ругательств. После этого дети снова идут смотреть фильм.
После просмотра Картман спорит с Кенни, можно ли пукнуть на спичку , как это сделал Терренс в кино. Кенни пробует, и у него получается — его одежду охватывает пламя. Кенни отвозят в больницу, но там доктора по ошибке пересаживают ему печёную картофелину вместо сердца, и он умирает. Душа Кенни отправляется в ад под песню «Hell Isn’t Good». Родители очень расстроены, так как дети опять без разрешения посмотрели кино. Шейла Брофловски организует движение «Матери против Канады», звучит песня «Blame Canada» (рус. Виновата Канада). Шейла и её сторонники берут Терренса и Филлипа под арест. В ООН канадцы протестуют, но над ними только смеются из-за их акцента. За это канадцы наносят удар по особняку братьев Болдуинов. Президент Клинтон объявляет войну Канаде и приказывает казнить «военных преступников» Терренса и Филлипа. Шейла Брофловски, назначенная министром нападения, подслушивает, как Картман поёт песню «Мама Кайла — сука» (англ. Kyle's Mom Is a Bitch); в итоге Эрика забирают для участия в исследованиях и имплантируют ему в мозг специальный «Микро-чип» (англ. V-Chip), бьющий его током при каждой попытке выругаться.
Тем временем в аду Сатана пытает Кенни вместе со своим новым любовником, Саддамом Хуссейном. Узнав, что началась война, Сатана рассказывает о пророчестве, по которому он сможет вернуться на Землю, как только прольётся кровь «канадцев». Саддам говорит, что хочет править миром, и хотя Сатана по совету Кенни хочет его бросить, у него не хватает духу, и они соглашаются подняться на поверхность вместе. (Сатана поёт песню «Up There», пародию на песни из диснеевских мультфильмов «Русалочка» и «Горбун из Нотр-Дама» , Саддам поёт песню «Я исправлюсь» (англ. I Can Change)).
Кайл, Стэн и Картман задаются вопросом, что бы на их месте сделал их герой — фигурист Брайан Бойтано; звучит песня «What Would Brian Boitano Do?». Друзья решают организовать группу сопротивления, «La Resistance». На собрании они никак не могут заинтересовать других детей, но тут встаёт Грегори и предлагает смелый план по спасению Терренса и Филлипа. Он поёт песню «La Resistance».
План состоит в том, что во время шоу для американских солдат друзья сделают подкоп и освободят Терренса и Филлипа. Им помогает ребёнок по кличке Крот, у которого есть опыт в таких операциях. На конец шоу запланирована казнь Терренса и Филлипа на электрических стульях, так что времени мало. Шоу начинается, Большой Эл-Гомосек исполняет написанную им песню «I’m Super». Картман должен отключить электричество незадолго до казни, но перед ним появляется дух Кенни и старается предупредить его о скором пришествии Сатаны и Саддама. Картман убегает, не выключив питание, и в результате Крота обнаруживают и насмерть загрызают сторожевые собаки. Стэн и Кайл бросаются на сцену, чтобы предотвратить казнь, но Кайл не решается возразить своей матери, и Шейла Брофловски приказывает начать казнь.
Неожиданно начинается атака канадских войск. Картман хочет выключить электрические стулья, при этом сам получает разряд. Начинается кровавая бойня. Стэна взрывом отбрасывает в сторону, и там ему является огромный клитор, который рассказывает Стэну, что «девочки любят уверенных».
Терренс и Филлип пытаются сбежать в суматохе, но военные и Шейла Брофловски их догоняют. Дети из «La Resistance» во главе с Кайлом убеждают солдат не стрелять, но мать Кайла вырывает у генерала пистолет и убивает Терренса и Филлипа. В земле открывается дыра, из которой появляются Сатана и Саддам в компании множества злобных духов. Сатана объявляет, что впереди 2 миллиона лет тьмы. Саддам ведёт себя как лидер, Сатана не в силах ему возразить. Солдаты открывают огонь по Саддаму, но не могут его убить, так как бывший иракский диктатор уже мёртв.
Картман выясняет, что после разряда от электрического стула его П-чип можно использовать как электрошокер, причём чем сильнее ругательства, тем сильнее разряды. С помощью потока нецензурной лексики он атакует Саддама (самым страшным ругательством оказывается «Барбра Стрейзанд»). Саддам просит помощи у Сатаны («Чего ты ждёшь, испепели его, Сатана!»), но тот хватает его и бросает в пропасть ада; Саддам падает на острую скалу и остается висеть на ней.

Впервые показано полностью лицо Кенни.

Сатана благодарит Кенни за моральную поддержку и предлагает исполнить одно его желание. Кенни просит, чтобы всё вернулось на место, как будто войны не было, несмотря на то, что ему тогда придётся вернуться в ад. Кенни снимает свой капюшон и говорит друзьям «Пока, ребята ». Следы разрушений исчезают, солдаты оживают, а Венди вдруг целует Стэна и говорит, что Грегори никогда ей не нравился. Все поют о том, что всё кончилось хорошо. Кенни всё же попадает в рай.
После всех титров следует небольшая сценка: Айк, запертый на чердаке до окончания войны и забытый там, ловит и съедает мышь.

## В ролях
- Трей Паркер — Стэн Марш / Эрик Картман / Грегори / Сатана / Мистер Гаррисон / Мистер Шляпа / Филлип Найл Аргайл / Рэнди Марш / Клайд Донован / Том — Репортер новостей / Малыш в бикини / Посол Канады / Bombardiers / Мистер Мэки / Генерал армии / Нед Герблански / Кристоф — Зе Крот (или Крот) / Большой Эл-Гомосек / Адольф Гитлер / дополнительные голоса
- Мэтт Стоун — Кайл Брофловски / Кенни Маккормик / Саддам Хуссейн / Терренс Генри Стоут / Большой Эл-Гомосек / Крейг Такер / Стюарт Маккормик / Джимбо Керн / Джеральд Брофловски / Баттерс Стотч / дополнительные голоса
- Мэри Кей Бергман — Лиэн Картман / Шейла Брофловски / Шерон Марш / Кэрол Маккормик / Венди Тестабургер / Клитор / дополнительные голоса
- Айзек Хейз — Шеф
- Джесси Хауэлл, Энтони Кросс-Томас, Франческа Клиффорд — Айк Брофловски
- Брюс Хауэлл — человек в театре
- Деб Адэр — женщина в театре
- Дженнифер Хауэлл — Бебе Стивенс
- Джордж Клуни — доктор Гауч
- Брент Спинер — Конан О’Брайен
- Минни Драйвер — Брук Шилдс
- Дэйв Фоли — братья Болдуин
- Эрик Айдл — доктор Воскнокер
- Ник Роудс — канадский лётчик-истребитель
- Тодди Э. Уолтерс — Вайнона Райдер
- Майк Джадж — Кенни Маккормик (без капюшона)
- Говард МакГиллин — Грегори (поющий голос)

## Производство
Первоначальным названием фильма было «South Park: All Hell Breaks Loose» (рус. Саут-Парк: Ад выходит из-под контроля), однако Американская ассоциация кино воспротивилась наличию слова «hell», ад в названии. Название было изменено на более безобидное, однако двусмысленное (характеристики «большой, длинный и необрезанный» намекают на пенис). Полностью процесс создания фильма занял около года.
Из фильма не было вырезано ни одной сцены.

## Саундтрек

Обложка диска «South Park: Bigger, Longer & Uncut. Original Soundtrack».

Почти все песни из фильма (иногда с небольшими изменениями) были выпущены на диске «South Park: Bigger, Longer & Uncut. Original Soundtrack». Помимо самих песен, на диск вошли альтернативные версии песен, в том числе «I Can Change» в исполнении знаменитой альтернативной группы «Violent Femmes».
На диск не вошли 3 песни из фильма:
- «Wendy’s Song». Короткая тема, звучащая в исполнении Стэна, когда он думает о Венди.
- «Hell Isn’t Good». Песня звучит после смерти Кенни, когда тот попадает в ад. В песне поёт вокалист трэш-метал-группы Metallica Джеймс Хетфилд, однако музыкальное сопровождение принадлежит группе Мэтта Стоуна и Трея Паркера DVDA. «Paramount Pictures» заявляли, что в песне поёт Трей Паркер, однако в марте 2000 года Хэтфилд на сайте Metallica.com Архивная копия от 9 марта 2022 на Wayback Machine подтвердил, что песню поёт он.
- «The Mole’s Reprise». Песня, которую во время смерти Крота поют Крот и Кайл Брофловски.

Песня «Kyle’s Mom’s A Bitch» впервые прозвучала в эпизоде первого сезона «Южного парка» «Мистер Хэнки, рождественская какашка», но в ре миноре.
В одном из трейлеров фильма звучала песня «The Breeders» «Cannonball».

## Факты
- Над кроватью Сатаны и Саддама висит портрет актёра Скита Ульриха[8].
- В финальных титрах отмечено, что Саддам Хусейн озвучил себя сам[9].
- Сатана читал книгу «Саддам с Марса, Сатана с Венеры» (пародия на психологический бестселлер Мужчины с Марса, женщины с Венеры).[10]
- Издание «E! Online» к 232-й годовщине независимости США составило список «десяти самых американских фильмов»; «Большой, длинный и необрезанный» попал в нём на третье место[11].